# Squatina pseudocellata
Squatina pseudocellata, conhecido como tubarão-anjo-ocidental, é uma espécie de peixe da família Squatinidae. 
A espécie foi proposta em 1994 como "Squatina sp. nov. B", sendo formalmente descrita apenas em 2008. Apesar de ser muito pouca conhecida, sabe-se que esta espécie ocorre em áreas protegidas.

## Distribuição
É endémica da Austrália, onde pode ser encontrada na plataforma continental do norte da Austrália Ocidental.O seu habitat natural é o marinho.
O tubarão-anjo-ocidental é bentônico, presente na plataforma continental e encosta superior em profundidades de 150 a 312 m.

## Descrição
O seu tamanho máximo é de pelo menos 114 cm de comprimento total.
Corpo fortemente deprimido anteriormente, firme. Tronco fortemente deprimido, quase em forma de raia, mais profundo sobre o abdome; não afilando abruptamente na inserção da nadadeira pélvica, cauda fortemente deprimida, mesmo na origem da nadadeira caudal. Abdômen moderadamente alongado. Cabeça larga, estendida lateralmente, fortemente deprimida. Dentículos dérmicos cobrindo toda a superfície dorsal do corpo; menos denso, ausente nas bordas posteriores das nadadeiras.